# Hannu Lintu
Hannu Petteri Lintu (né le 13 octobre 1967 à Rauma) est un chef d'orchestre finlandais.

## Biographie
Lintu a étudié le piano et le violoncelle au Conservatoire de Turku et à l'Académie Sibelius. Il a également étudié la direction d'orchestre avec Atso Almila, et plus tard avec Jorma Panula et Eri Klas. Il a participé à des classes de maître avec Ilia Moussine. Lintu a remporté le concours nordique de direction d'orchestre en 1994 à Bergen. Il est sorti diplômé de l'Académie Sibelius en 1996. Lintu a pris un poste à temps partiel de professeur de direction à l'Académie Sibelius en septembre 2014.
De 1998 à 2001, Lintu a été chef d'orchestre de l'Orchestre philharmonique de Turku. En 1998, il a été directeur artistique du Summer Sounds Festival de l'ensemble finlandais de musique contemporaine Avanti!. Lintu a été chef principal de l'Orchestre philharmonique de Tampere de 2009 à 2013. En décembre 2010, l'Orchestre symphonique de la radio finlandaise a annoncé la nomination de Lintu comme son huitième chef d'orchestre, à compter du 1er août 2013, avec un contrat initial de 3 saisons. Il a été chef d'orchestre invité de l'orchestre pour la saison 2012-2013. En avril 2016, la FRSO a annoncé la prolongation du contrat de Lintu en tant que chef d'orchestre jusqu'en 2021.
En mai 2019, l'Opéra national de Finlande a annoncé la nomination de Lintu en tant que prochain chef d'orchestre, avec un contrat prenant effet à compter du 1er janvier 2022 jusqu'au 30 juin 2026. Sa direction de l'Opéra national et du Ballet de Finlande a officiellement débuté en août 2021. En janvier 2024, l'Orchestre symphonique de Lahti a annoncé la nomination de Lintu en tant que nouveau partenaire artistique, avec un contrat prenant effet à l'automne 2025.
En dehors de la Finlande, Lintu a été chef principal et directeur artistique de l'Orchestre symphonique d'Helsingborg de 2002 à 2005. Lintu a dirigé l'Orchestre symphonique de la radio-télévision irlandaise en janvier 2009, puis il a été nommé chef invité de cet orchestre, à compter de la saison 2010-2011.
Lintu réside à Helsinki. Il a réalisé des enregistrements pour des labels tels que Claves, Dacapo, Danacord, Hyperion, Naxos et Ondine.
En 2025, Hannu Lintu est nommé directeur musical de l'Orchestre symphonique de Singapour à compter de la rentrée 2026, pour une durée initiale de trois ans.